# HD 4747B
HD 4747B ist ein Brauner Zwerg im Sternsystem HD 4747. Entdeckt wurde der Begleiter 1996. Der Abstand zum Zentralgestirn beträgt 11,3 AE und die Umlaufzeit beträgt 37,9 Jahre. Die Bahn ist sehr elliptisch und hat eine Bahnexzentrizität von e = 0,74. Die Masse beträgt 60 Jupitermassen und das Alter der Braunen Zwergs wird auf 3,3 Milliarden Jahre geschätzt.